# الصباحية (الكويت)
منطقة الصباحية في الكويت تبعد 32 كم جنوب مدينة الكويت. بنيت في القرن العشرين.

## نشأة المنطقة
تأسست منطقة الصباحية بقرار وزاري في عام 1966، وبدأ أهلها ممن خصص لهم سكن فيها بالتوافد إليها بداية عام 1968، وسميت بهذا الاسم نسبة إلى آل الصباح، الأسرة الحاكمة. تعتبر الصباحية، أول منطقة نموذجية في الكويت من خلال احتوائها على متطلبات المنطقة الحضارية كمستوصفات وسوق مركزي ومركز تنمية المجتمع وملاعب وحديقة في منتصف المنطقة ومخفر للشرطة ومع مرور الوقت أصبحت منطقة الصباحية تتمتع بمركز لخدمة المواطن تابع لوزارة الداخلية وصالة افراح الصباحية وصالة الحباج والعديد من البنوك ناهيك عن وجود المدارس ومركز تابع لوزارة التجارة والعديد من مطاعم الوجبات السريعة وكذلك مطاعم الوجبات الخفيفة.

## سكان المنطقة
تعتبر الصباحية من أكثر مناطق محافظة الأحمدي اكتظاظا بالسكان.

## مناطق تابعة لها
في جنوب الصباحية توجد منطقة تابعة حاليا للصباحية وتسمى جنوب الصباحية وتحوى هذة المنطقة على عدة أماكن أهمها حديقة مرح لاند العائلية وصالة افراح وكذلك مبنى مجمع المحاكم ومبنى تابع للبلدية ومبنى شركة زين للاتصالات ومبنى فرقة أولاد عامر ومبنى شركة البتروكيماويات وكذلك مبنى تابع لهيئة شؤون المعاقين..

## تكوينات المنطقة
تتكون الصباحية من خمس قطع، الأربع الأولى منها سكنية بينما تعد القطعة الخامسة التي تقع في المنتصف قطعه الخدمات.

## طباع أهل المنطقة
يغلب على سكان الصباحية طابع أهل الكويت من حيث التواصل والترابط بين الجيران ولا يكاد يخلو بيت من بيوت المنطقة من الديوانية التي تعتبر مركزا لتجمع الرجال للتناقش والتباحث في جميع المجالات منها السياسية والاقتصادية وحتى الترفيهية كلعب الورق.

## دور المساجد
للمساجد دورها فلا يكاد يخلو شارع أو فريج (حارة) من مسجد ففي الصباحية مساجد وجوامع كبيرة منها جامع الجمعية وكذلك مسجد بيبي البدر.